# «قهرمانان» (ترانه دیوید بویی)
«"قهرمانان"» (انگلیسی: "Heroes") ترانه‌ای ازدیوید بویی، موسیقی‌دان انگلیسی، است که در دوازدهمین آلبوم استودیویی او به همین نام قرار دارد. سرایش این ترانه مشترکاً بر عهدهٔ بویی و برایان اینو بود و مشترکاً به‌دست بویی و تونی ویسکانتی تهیه شد. این ترانه در میانهٔ سال ۱۹۷۷ در برلین غربی ضبط شد. بکینگ ترک این ترانه کاملاً پیش از اینکه اشعار آن نگارش شود ضبط شد؛ بویی و اینو افزودن لایه‌های اضافی سینث‌سایزر به این قطعه را به عهده داشتند و رابرت فریپ در گیتارنوازی نقش داشت. ویسکانتی برای ضبط آواز، نوعی سیستم «چندضامن» ابداع کرد که در آن سه میکروفون در فواصل مختلف طرف بویی قرار می‌گرفتند و زمانی که او با صدای بلند می‌خواند باز می‌شدند. همانند دیگر قطعات آلبوم، بویی در حالی که پشت میکروفون ایستاده بود، متن ترانه‌ها را بداهه می‌سرود.
«"قهرمانان"» ترانه‌ای آرت راک است که در مدت زمان اجرایش، ریتم آن شدید می‌شود. اشعار آن مربوط به دو معشوقه است که یکی از آن اهل برلین شرقی و دیگری اهل برلین غربی است. آن‌ها که دائماً از مرگ هراس دارند، در خواب رؤیای آزادی و شنا با دلفین‌ها را می‌بینند. قرار دادن عنوان این ترانه در گیومه برای بیان «بُعدی از گواژه» دربارهٔ موسیقی و کلمات عاشقانه یا پیروزمندانه بود. همچنین این ترانه مستقیماً از بوسهٔ ویسکانتی و خواننده‌ای به‌نام آنتونیا ماس که در کنار دیوار برلین بودند، و بویی شاهد آن بود، الهام گرفته شد. دیگر منابع الهام برای ساخت این ترانه شامل یک نقاشی از اتو مولر و داستان کوتاهی از آلبرتو دنتی دی پیراژنو می‌شوند.
«"قهرمانان"» به‌شکل ویرایش‌شده در ۲۳ سپتامبر ۱۹۷۷ به‌عنوان تک‌آهنگ آغازین آلبوم به‌وسیلهٔ آرسی‌ای رکوردز منتشر شد. نقدهای‌های اولیهٔ این ترانه عمدتاً مثبت بودند، و برخی از آن به‌عنوان ترانهٔ ماندگار جدیدی به آثار هنرمند استقبال کردند. بویی این ترانه را با پخش موزیک ویدئو به‌شدت تبلیغ کرد و آن را در برنامه‌های تلویزیونی متعددی از جمله برنامه‌های مارک بولان و بینگ کرازبی اجرا کرد. او همچنین نسخه‌های آلمانی و فرانسوی‌زبان این ترانه را ضبط کرد. «"قهرمانان"» علی‌رغم تبلیغات گسترده‌اش، تنها به رتبهٔ ۲۴ جدول تک‌آهنگ‌های بریتانیا رسید و موفق نشد در بیلبورد هات ۱۰۰ ایالات متحده حضور پیدا کند، اما در چندین کشور اروپایی و استرالیا به جایگاه ۲۰ ترانه برتر رسید.
«"قهرمانان"» با گذشت زمان به‌طور قابل توجهی شهرت یافته و به‌عنوان یکی از بهترین ترانه‌های بویی و همچنین به‌عنوان یکی از بزرگ‌ترین ترانه‌های تاریخ شناخته می‌شود. پس از مرگ بویی در سال ۲۰۱۶، این ترانه به رتبهٔ ۱۲ جدول تک‌آهنگ‌های بریتانیا رسید. این ترانه در طول تورهای کنسرتی و اجراهای زنده‌اش به‌عنوان قطعهٔ اصلی باقی مانده بود. پس از «ربل ربل» (۱۹۷۴)، این دومین ترانهٔ بویی با بیشترین مقدار بازخوانی محسوب می‌شود. نسخهٔ دیگری از ترانه با اجرای فینالیست‌های ایکس فاکتور در سال ۲۰۱۰ به صدر جدول بریتانیا رسید. این ترانه همچنین در طول سال‌ها عمدتاً در تبلیغات استفاده شده و در چندین مجموعهٔ تلویزیونی و فیلم پخش شده است.